# Friedrich Carl von Oppenheim
Pour les autres membres de la famille, voir Famille Oppenheim.
Friedrich Carl von Oppenheim (5 octobre 1900, Cologne – 22 novembre 1978, Cologne), est un banquier et homme politique allemand.

## Biographie
Fils de Simon Alfred von Oppenheim et descendant de Salomon Oppenheim, d'origine juive, il suit sa formation dans les affaires familiales, à la National City Bank of New York et à la Banque brésilienne pour l'Allemagne à São Paulo. En 1929, il devient directeur associé de la banque privée de sa famille, la Sal. Oppenheim, puis il en devient le commandité et associé principal.
Arrêté en 1944, il a été libéré à la fin de la guerre. Il sera fait Juste parmi les nations pour son action durant la période nazie.
Il devient président en 1957 de l'Union des fédéralistes européens (Allemagne) (il en quittera la présidence et deviendra président d'honneur en 1973).
Le baron Friedrich Carl von Oppenheim est l'un des grands présidents de l'Association Racing Cologne et le plus influent. Au cours de sa présidence, le Preis von Europa a été fondée en 1963. La course de chevaux, qui est disputée chaque année à l'automne sur la piste de Galopprennbahn Köln-Weidenpesch, est l'une des courses de chevaux les plus importantes en Allemagne et le Groupe européen international 1.

## Sources
- (de) Cet article est partiellement ou en totalité issu de l’article de Wikipédia en allemand intitulé « Friedrich Carl von Oppenheim » (voir la liste des auteurs).
- Jürgen Mittag/Wolfgang Wessels (Hg.), Der kölsche Europäer: Friedrich Carl von Oppenheim und die europäische Einigung, Münster, 2005